# 曼諾球場
曼諾球場（Manor Ground）位於英格蘭倫敦普林斯迪，於1888年至1890年，以及1893年至1913年為英超球隊阿仙奴前身皇家阿仙奴 / 伍爾維奇兵工廠的主場。1913年，阿仙奴移師主場至高貝利球場。

## 歷史
皇家阿仙奴首場比賽於1886年12月11日舉行，在道格斯島的空地對東部流浪隊（Eastern Wanderers）。其後先後以普林斯迪公地（Plumstead Common）和體育人運動場(Sportsman Ground) 進行比賽。1888年，因為 Sportsman Ground被洪水淹沒，皇家阿仙奴因此再次遷移主場至曼諾球場。當時的球場充滿泥濘，亦沒有觀眾席。阿仙奴首個於曼諾球場的對手為米禾爾，最終阿仙奴贏3-0。
1890年，皇家阿仙奴再一次搬遷主場至恩域塔球場（Invicta Ground），因為恩域塔球場擁有的設施較齊全，包括有階梯看臺及更衣室等。 於三年間，皇家阿仙奴轉型為職業球會，並改名為伍爾維奇兵工廠。後來因租金問題，在1893-94賽季開始前，再次以曼諾球場作為主場。伍爾維奇兵工廠其後透過發行股票籌錢買下球場和改善球場的設施。1893-94賽季，球場平均有6,000名球迷入場觀賽。
1904年，曼諾球場興建第二個球場看台，於部份賽事的入場觀眾超過20,000人。1910年，伍爾維奇兵工廠的財政開始不穩固，平均入場球場只有11,000，遠少於車路士的20,000人。亨利·諾里斯買下伍爾維奇兵工廠，並嘗試把富咸和伍爾維奇兵工廠兩間球會合併，可是因聯賽賽會不批准而失敗。他知道伍爾維奇兵工廠的問題是地理位置，因此他於3年後把主場搬至高貝利球場。
1913年4月26日，阿仙奴於曼諾球場踢最後一場賽事，對手為米杜士堡，只有3000名球迷入場觀看賽事。其後，曼諾球場被遺棄，最終被拆卸，球場已被重建成工業邨。在阿仙奴搬出後，另一球會查爾頓轉型為職業球會，成為該區主要的球會。

## 外部連結
- Google Map 中曼諾球場的位置